# VfB Glauchau
Maillots
Le VfB Glauchau  est un club allemand de football, localisé dans la ville de Glauchau dans la Saxe.
C’est le plus vieux club de football de la région de Saxe occidentale.

## Histoire
Le club fut créé le 1er octobre 1907 sous le nom de FC Wacker Glauchau. Il joua et remporta (4-1) son premier match contre le Wehrdigter FC Olympia. En 1908, ces clubs fusionnèrent pour former le FC 1907 Glauchau. À cette époque, les couleurs du club étaient Bleu et Blanc.
Dans les années qui suivirent, le club connut d’autres fusions et changement d’appellations. En 1915, il prit le nom de VfB Glauchau et se choisit les couleurs Noir et Blanc.
En 1933, le VfB remporta le championnat de Westsachsen et fut ainsi retenu pour être un des fondateurs de la Gauliga Sachsen, une des seize ligues créées sur ordre des Nazis qui venaient d’arriver au pouvoir. Le club y joua deux saisons puis fut relégué. Il remonta en Gauliga en 1939 et y resta deux nouvelles saisons.
En 1945, le club fut dissous par les Alliés, comme tous les clubs et associations allemands (voir Directive n°23). Il ne fut jamais reconstitué.
Comme toute la Saxe, la localité de Glauchau se retrouva dans la zone soviétique puis en République démocratique allemande à partir de 1949.

ancien logo du BSG Chemie Glauchau

Le cerlub fut reconstitué, en 1946, sous l’appellation SG Glauchau. Le 15 février 1951, le cercle fut rebaptisé BSG Chemie Glauchau.
À la fin de la saison 1952-1953, le BSG Chemie remporta la Bezirksliga Karl-Marx-Stadt puis lors du tour final gagna le droit de monter en DDR-Liga, la division 2 est-allemande. Le club évolua sept saisons à ce niveau avant d’être relégué.
À la fin de la saison 1969-1970, le club décrocha lors du tour final le droit de remonter au 2e niveau. Mais il n’y resta qu’une seule saison.
En 1983, le cercle descendit au 4e niveau est-allemand. 
Après la réunification allemande, le club redevint un organisme civil. Il fut d’abord renommé VfB Chemie Glauchau puis reprit peu après son appellation historique de VfB Glauchau.
Le VfB se hissa en Landesliga Sachsen (niveau 4), en 1993. Mais en 1996-1997, à la suite de soucis financiers, il déclara forfait et retourna en 1. Kreisliga.

## Joueurs connus
- Dieter Erler 47 fois International est-allemand.
- Willy Holzmüller, 1 fois International est-allemand.